# Грудь беспозвоночных

Разница абдомена, торакса и головы у человека и насекомого

Грудь, или то́ракс (лат. thorax), — название отдела, выделяемого в теле многих сегментированных беспозвоночных.

## Членистоногие

Отделы тела трилобита (Trilobita)

Среди членистоногих грудной отдел выделяют у ракообразных, насекомых и трилобитов. В разных группах в состав этого отдела тела у половозрелых стадий входит разное число сегментов. У многих ракообразных с непрямым развитием число грудных сегментов увеличивается в ходе личиночного развития. По всей видимости, сходные онтогенетические изменения характеризовали и многих трилобитов. Обычно все сегменты груди несут конечности. Исключения составляют лишь паразитические формы и некоторые короткоживущие крылатые стадии насекомых.

### Насекомые

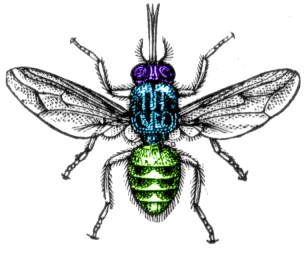
Изображение мухи цеце (Glossina). Голова, грудь и брюшко показаны разными цветами

Грудь насекомого: 1. Прескутум. 2. Скутум. 3.Скутеллюм. 4. Проплеврон. 5. Мезоплеврон. 6. Метаплеврон. 7. Простернум. 8. Мезостернум. 9. Метатстернум

Грудь насекомых располагается между головой и брюшком. В её состав входят три сегмента, называемые соответственно переднегрудью (лат. prothorax), среднегрудью (лат. mesothorax) и заднегрудью (лат. metathorax). Среднегрудь и заднегрудь у крылатых стадий несут крылья — выросты их тергитов (спинных стенок); эти два сегмента объединяют под названием pterothorax (от греч. πτερόν — крыло).
У перепончатокрылых насекомых из подотряда стебельчатобрюхих, к которым относятся муравьи и осы, с грудными сегментами сливается первый сегмент брюшка (проподеум). Образующийся в результате отдел тела не гомологичен груди других насекомых, в связи с чем для его обозначения используют другие термины: мезосома (лат. mesosoma) и alitrunk. Последнее название используется, в основном, для муравьёв.

## Кольчатые черви
У многощетинковых червей с гетерономной сегментацией тораксом называют передний отдел тела.